# 胡金龍
胡 金龍（フー・ジンロン、1984年2月2日 - ）は、台湾（中華民国）の台南市出身のプロ野球選手（外野手）。
台湾出身選手としては初のMLB内野手であり、MLBおよび歴代においても史上最も短い名字であった（英語表記で「HU」の2文字）。なお、MLB史上最長の名字はシメオン・ウッズ・リチャードソン（英語表記・空白を含めて16文字）。

## 経歴

### ドジャース時代
2003年1月31日にロサンゼルス・ドジャースと契約、プロとしてのキャリアをスタートさせた。この年はルーキーリーグでプレーした。
2004年はA級まで昇格した。
2006年開幕前の3月に開催された第1回ワールド・ベースボール・クラシック(WBC)のチャイニーズタイペイ代表に選出された。

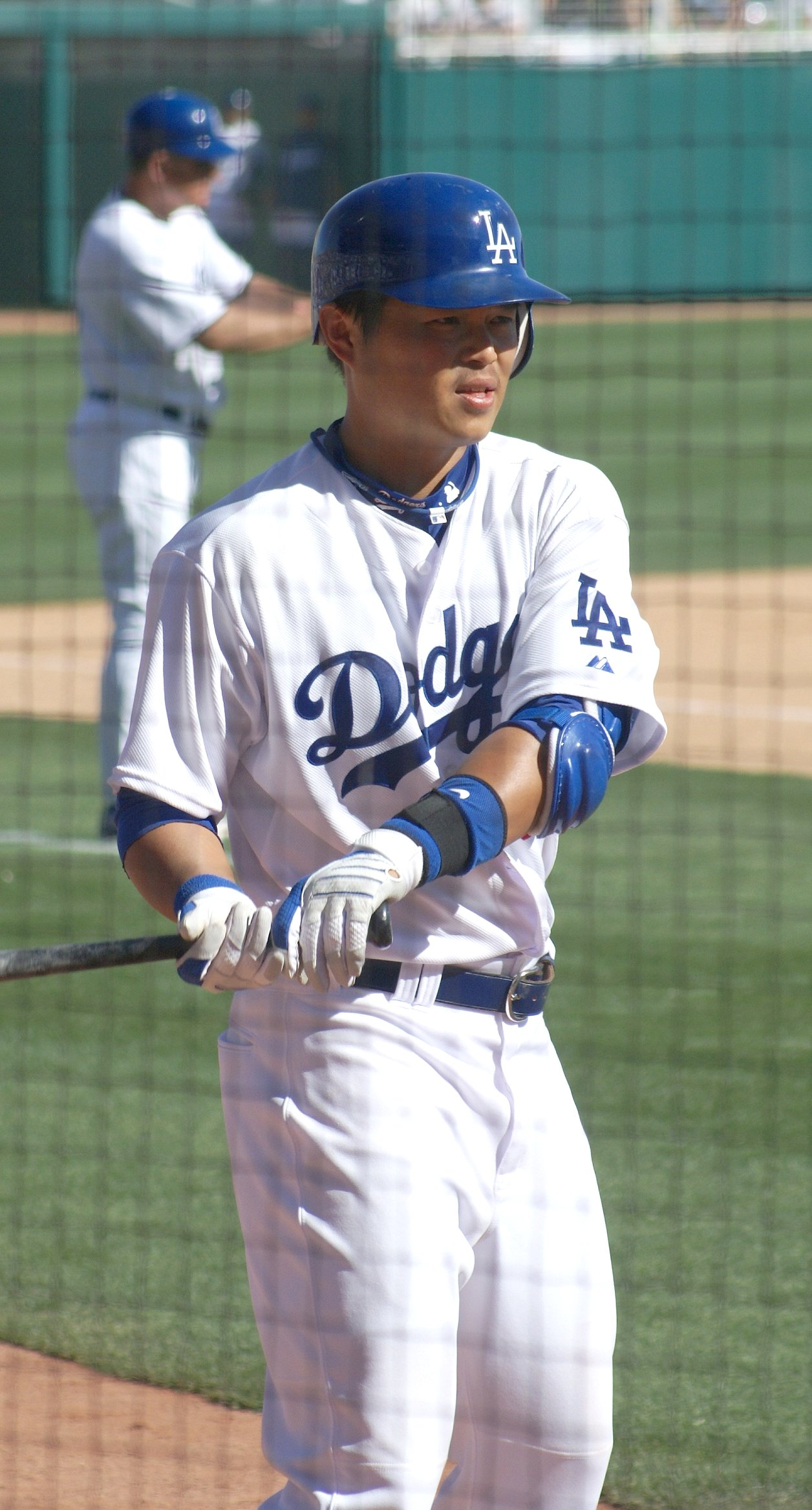
2009年3月1日

シーズンではドジャースのAA級でプレーし、同年のオールスター・フューチャーズゲームに選出された。

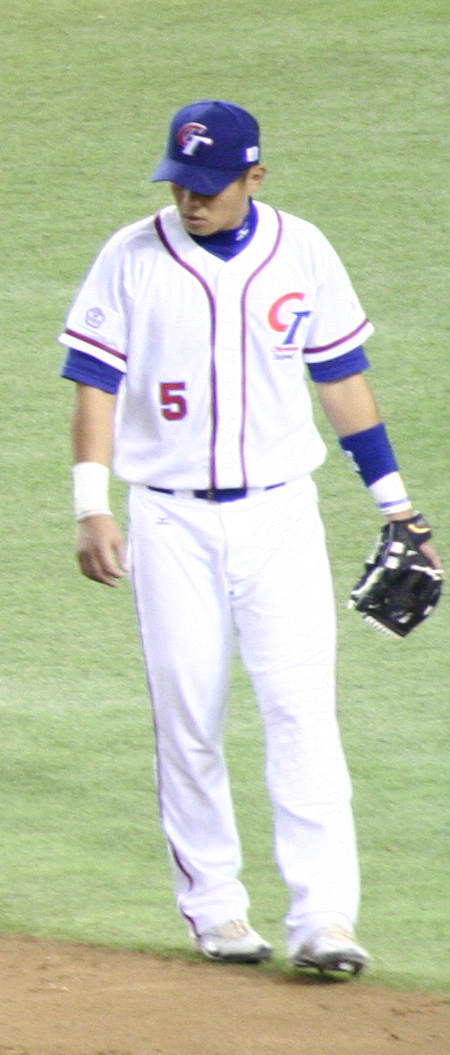
2006年3月4日

オフの11月から12月にかけて開催されたドーハアジア競技大会の野球チャイニーズタイペイ代表に選出された。同大会では優勝を果たした。

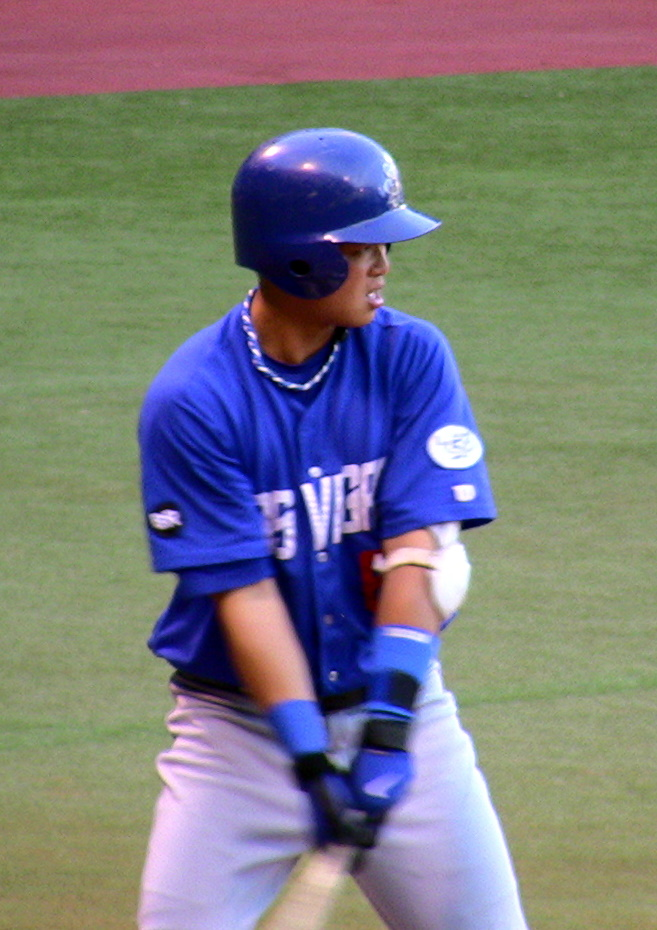
2007年8月21日

2007年には同年のオールスター・フューチャーズゲームに選出され、2年連続2度目の選出を果たした。このオールスター・フューチャーズゲームでMVPを受賞した。7月12日にAAA級に昇格すると、9月のロースター拡大に伴いメジャー初昇格を果たす。9月11日には台湾人野手としては初となる本塁打を放った。オフには北京オリンピックアジア予選のチャイニーズタイペイ代表として出場を果たした。
2008年シーズンは開幕から控えの内野手としてロースターに入り、正遊撃手であるラファエル・ファーカルの故障で、代替遊撃手として出場が増えた。しかし、打撃が2割に満たない不振で、結局ドジャースはロイヤルズからアンヘル・ベローアを獲得し、25人ロースターから外され、再びマイナー降格となった。オフの10月に開催された広州アジア競技大会の野球チャイニーズタイペイ代表に選出された。同大会では準優勝を果たした。

### メッツ時代

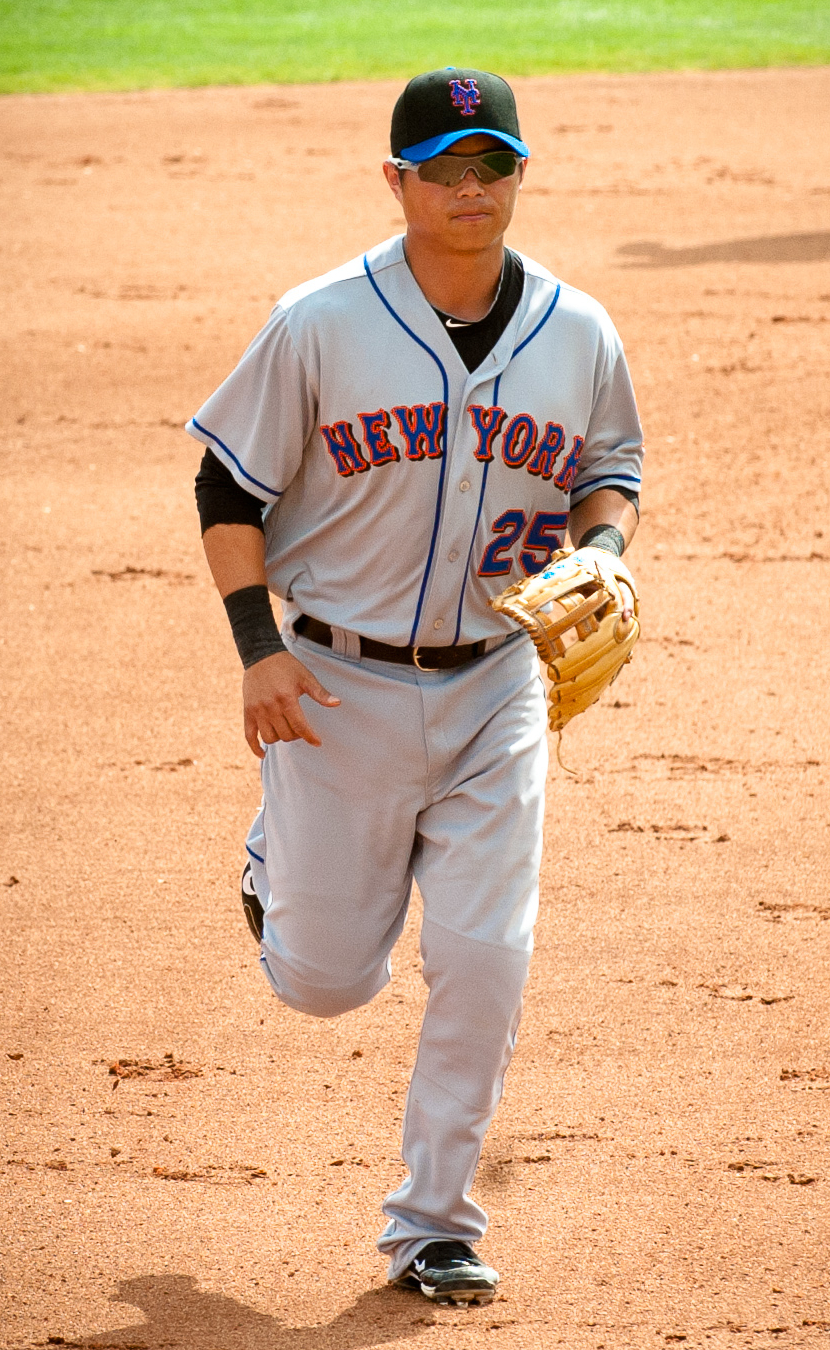
2011年3月5日

2010年12月27日にニューヨーク・メッツへトレードされた。その後、オーストラリアン・ベースボールリーグに参加し、アデレード・バイトに所属した。

### 独立リーグ時代

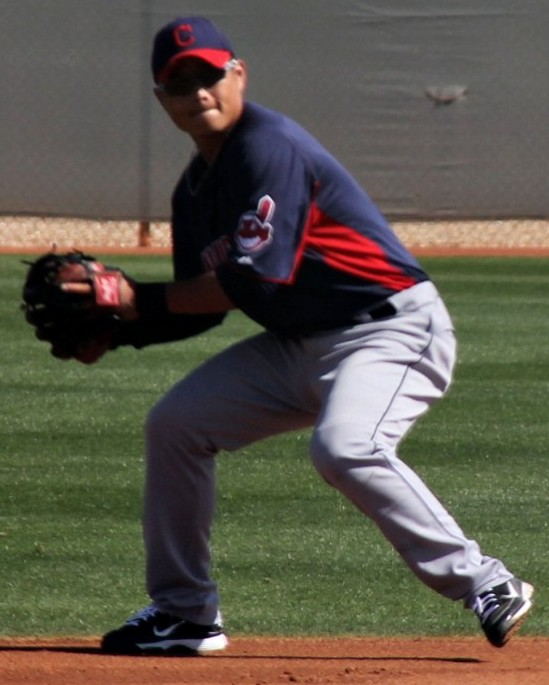
インディアンスでのスプリングトレーニング
(2012年3月12日)

2012年は独立リーグであるアトランティックリーグのサザンメリーランド・ブルークラブスでプレーした。

### 義大・富邦時代
2012年にCPBLの義大ライノズにドラフト1位指名され、チーム史上初の元メジャーリーガーとなった。CPBLでは、外野手にコンバートし、主にレフトの守備に就いている。
2014年は115試合に出場し打率.350、162安打をマークし首位打者、最多安打、ベストナインを獲得した。
2015年は108試合に出場しキャリアハイとなる打率.383、171安打、16本塁打を記録し、2年連続で首位打者、最多安打を獲得した。
2017年開幕前の1月23日に第4回WBCのチャイニーズタイペイ代表に選出された。
2018年は100試合に出場し打率.374、14本塁打、80打点を記録し、自身2度目となるベストナインを受賞した。
2019年は2年連続、3度目となるベストナイン（指名打者部門）を獲得した。シーズンオフの11月に開催された2019 WBCSプレミア12に出場し、キャプテンを務めた。同月15日のアメリカ戦（東京ドーム）ではバックスクリーンへ一時勝ち越しとなるホームランを放った。
2020年は4月18日の楽天モンキーズ戦でCPBL史上23人目となる通算1000安打を達成した。これは試合数、打席数、打数でCPBL史上最速の記録達成となった。しかし、6月に出身高校のOBのLINEグループ上で監督の洪一中の悪口を書き込んでいたことが同じグループの参加者によって暴露された。本人は弟が自分のスマートフォンを勝手に操作して書き込んだのだと釈明したが、同月26日に球団からイメージを傷つけたとして2軍行きを命じられ、以降は2軍でも試合に出場することはなかった。このトラブルによってわずか41試合出場に終わった。
2021年も前述の事件が尾を引き1軍、2軍共に出場がなく、12月21日に戦力外通告を受けた。

### 統一時代
2022年1月4日、統一ライオンズと契約した。

## 選手としての特徴
ゴルフを趣味にしているせいか、 低い球に対してのすくい上げるバッティングを持ち味にしている。その一方で初球から積極的に打つタイプで四球が極端に少ない。
MLBでは遊撃手や二塁手として出場していたが、肩の故障以来はCPBLで左翼手に転向している。

## 詳細情報

### 年度別打撃成績
| 年 度      | 球 団      | 試 合 | 打 席 | 打 数 | 得 点 | 安 打 | 二 塁 打 | 三 塁 打 | 本 塁 打 | 塁 打 | 打 点 | 盗 塁 | 盗 塁 死 | 犠 打 | 犠 飛 | 四 球 | 敬 遠 | 死 球 | 三 振 | 併 殺 打 | 打 率 | 出 塁 率 | 長 打 率 | O P S |
| ---------- | ---------- | ----- | ----- | ----- | ----- | ----- | -------- | -------- | -------- | ----- | ----- | ----- | -------- | ----- | ----- | ----- | ----- | ----- | ----- | -------- | ----- | -------- | -------- | ----- |
| 2007       | LAD        | 12    | 31    | 29    | 5     | 7     | 0        | 1        | 2        | 15    | 5     | 0     | 0        | 2     | 0     | 0     | 0     | 0     | 8     | 0        | .241  | .241     | .517     | .759  |
| 2008       | LAD        | 65    | 129   | 116   | 16    | 21    | 2        | 2        | 0        | 27    | 9     | 2     | 0        | 2     | 0     | 11    | 4     | 0     | 23    | 5        | .181  | .252     | .233     | .485  |
| 2009       | LAD        | 5     | 6     | 5     | 2     | 2     | 1        | 0        | 0        | 3     | 2     | 0     | 0        | 0     | 1     | 0     | 0     | 0     | 2     | 1        | .400  | .333     | .600     | .933  |
| 2010       | LAD        | 14    | 25    | 23    | 2     | 3     | 1        | 0        | 0        | 4     | 1     | 1     | 0        | 0     | 1     | 0     | 0     | 1     | 5     | 1        | .130  | .160     | .174     | .334  |
| 2011       | NYM        | 22    | 23    | 20    | 2     | 1     | 0        | 0        | 0        | 1     | 1     | 1     | 0        | 1     | 1     | 1     | 0     | 0     | 11    | 0        | .050  | .091     | .050     | .141  |
| 2013       | 義大 富邦  | 99    | 414   | 393   | 71    | 135   | 27       | 3        | 5        | 183   | 38    | 12    | 1        | 1     | 3     | 15    | 0     | 2     | 24    | 15       | .344  | .368     | .466     | .834  |
| 2014       | 義大 富邦  | 115   | 505   | 463   | 81    | 162   | 27       | 4        | 5        | 212   | 55    | 12    | 2        | 6     | 3     | 32    | 1     | 0     | 35    | 16       | .350  | .391     | .458     | .849  |
| 2015       | 義大 富邦  | 108   | 489   | 446   | 99    | 171   | 28       | 1        | 16       | 249   | 76    | 15    | 3        | 2     | 3     | 35    | 1     | 2     | 37    | 11       | .383  | .429     | .558     | .987  |
| 2016       | 義大 富邦  | 79    | 362   | 327   | 73    | 122   | 18       | 2        | 10       | 174   | 55    | 10    | 3        | 1     | 2     | 29    | 2     | 1     | 31    | 7        | .373  | .427     | .532     | .959  |
| 2017       | 義大 富邦  | 92    | 387   | 351   | 52    | 113   | 23       | 3        | 11       | 175   | 71    | 3     | 2        | 0     | 5     | 28    | 2     | 1     | 49    | 8        | .322  | .372     | .499     | .871  |
| 2018       | 義大 富邦  | 100   | 422   | 385   | 68    | 144   | 26       | 1        | 14       | 214   | 80    | 7     | 4        | 4     | 4     | 25    | 3     | 1     | 40    | 8        | .374  | .414     | .556     | .970  |
| 2019       | 義大 富邦  | 107   | 464   | 427   | 69    | 146   | 21       | 0        | 13       | 206   | 60    | 6     | 0        | 3     | 3     | 23    | 7     | 1     | 47    | 8        | .342  | .374     | .482     | .856  |
| 2020       | 義大 富邦  | 41    | 176   | 158   | 31    | 49    | 7        | 0        | 6        | 74    | 31    | 5     | 1        | 1     | 4     | 12    | 1     | 0     | 21    | 2        | .310  | .351     | .468     | .819  |
| 2022       | 統一       | 90    | 302   | 269   | 26    | 83    | 10       | 0        | 3        | 102   | 40    | 4     | 1        | 3     | 4     | 22    | 2     | 4     | 41    | 6        | .309  | .365     | .379     | .744  |
| 2023       | 統一       | 64    | 232   | 215   | 23    | 59    | 8        | 0        | 2        | 73    | 24    | 0     | 2        | 1     | 3     | 13    | 0     | 0     | 40    | 8        | .274  | .312     | .340     | .651  |
| 2024       | 統一       | 46    | 113   | 106   | 6     | 37    | 6        | 0        | 0        | 43    | 15    | 1     | 0        | 0     | 1     | 6     | 0     | 0     | 11    | 3        | .349  | .381     | .406     | .786  |
| MLB：5年   | MLB：5年   | 136   | 234   | 210   | 29    | 35    | 4        | 3        | 2        | 51    | 18    | 4     | 0        | 5     | 3     | 12    | 4     | 1     | 49    | 7        | .176  | .225     | .259     | .484  |
| CPBL：11年 | CPBL：11年 | 941   | 3866  | 3540  | 599   | 1221  | 201      | 14       | 85       | 1705  | 545   | 75    | 19       | 22    | 35    | 257   | 19    | 12    | 376   | 92       | .345  | .388     | .482     | .869  |

- 2024年度シーズン終了時
- 各年度の太字はリーグ最高

### タイトル
CPBL
- 首位打者：2回（2014年 - 2015年）
- 最多安打：2回（2014年 - 2015年）

### 表彰
MiLB
- オールスター・フューチャーズゲームMVP：1回（2007年）

CPBL
- ベストナイン：1回（外野手部門：2014年 / 指名打者部門：2018年 - 2019年）

### 記録
MiLB
- オールスター・フューチャーズゲーム選出：2回（2006年 - 2007年）

### 背番号
- 60 （2007年、2009年 - 2010年）
- 14 （2008年）
- 25 （2011年）
- 15 （2013年 - 2021年）
- 51 （2022年 - ）

### 代表歴
- 2006 ワールド・ベースボール・クラシック・チャイニーズタイペイ代表
- 2006 アジア競技大会野球チャイニーズタイペイ代表
- 北京オリンピックアジア予選野球チャイニーズタイペイ代表
- 2010 アジア競技大会野球チャイニーズタイペイ代表
- 2017 ワールド・ベースボール・クラシック・チャイニーズタイペイ代表
- 2019 WBSCプレミア12 チャイニーズタイペイ代表